# Davidești (okręg Vaslui)
Davidești – wieś w Rumunii, w okręgu Vaslui, w gminie Pădureni. W 2011 roku liczyła 224 mieszkańców.